# Tagasta yunnana
Tagasta yunnana är en insektsart som beskrevs av Bi, D. 1983. Tagasta yunnana ingår i släktet Tagasta och familjen Pyrgomorphidae. Inga underarter finns listade i Catalogue of Life.